# Dasypus
 (août 2024).
Si vous disposez d'ouvrages ou d'articles de référence ou si vous connaissez des sites web de qualité traitant du thème abordé ici, merci de compléter l'article en donnant les références utiles à sa vérifiabilité et en les liant à la section « Notes et références ».
Genre
Dasypus est un genre de tatous au sein de la sous-famille des Dasypodinae. 

## Répartition
Dasypus se retrouve dans toute l'Amérique, des États-Unis à l'Argentine. 

## Systématique
Le nom valide complet (avec auteur) de ce taxon est Dasypus Linnaeus, 1758.
Dasypus a pour synonymes :
- Cachicama Geoffroy, 1835

- Cachicamus McMurtrie, 1831

- Cataphractus Storr, 1780

- Cryptophractus Fitzinger, 1856

- Dasipus Geoffroy, 1796

- Dasyrus Lund, 1839

- Daysypus Burnett, 1830

- Hyperoambon Peters, 1864

- Muletia Gray, 1874

- Praopus Burmeister, 1854

- Tatus Trouessart, 1905

- Tatusia Cuvier, 1827

- Zonoplites Gloger, 1841

### Liste des espèces et sous-espèces
Selon Mammal Species of the World (version 3, 2005)  (3 mars 2012) :
- Dasypus hybridus (Desmarest, 1804) — Tatou hybride.
- Dasypus kappleri (Krauss, 1862) — Tatou de Kappler. 
  - sous-espèce Dasypus kappleri kappleri
  - sous-espèce Dasypus kappleri pastasae
- Dasypus novemcinctus Linnaeus, 1758 — Tatou à neuf bandes. 
  - sous-espèce Dasypus novemcinctus aequatorialis
  - sous-espèce Dasypus novemcinctus fenestratus
  - sous-espèce Dasypus novemcinctus hoplites
  - sous-espèce Dasypus novemcinctus mexianae
  - sous-espèce Dasypus novemcinctus mexicanus
  - sous-espèce Dasypus novemcinctus novemcinctus
- Dasypus pilosus (Fitzinger, 1856) — Tatou à long museau velu.
- Dasypus sabanicola (Mondolfi, 1968) — Tatou à long museau du Nord.
- Dasypus septemcinctus (Linnaeus, 1758) —  Tatou à sept bandes.
- Dasypus yepesi Vizcaíno, 1995 — Tatou de Yeppes.

## Reproduction
Une caractéristique remarquable des tatous à long museau réside dans leur mode de reproduction par la polyembryonie obligatoire, unique au sein des Vertébrés. Dans le phénomène de polyembryonie monozygotique, un ovule fécondé unique aboutit à la formation de plusieurs embryons par partition du blastocyste en plusieurs parties égales après son implantation dans l’utérus. Ce mode de reproduction particulier a été rapporté chez les quatre espèces du genre Dasypus où il a été recherché :
- Le tatou à neuf bandes (Dasypus novemcinctus) donne systématiquement naissance à des quadruplés identiques génétiquement.
- La formation de quadruplés a été également observée chez le tatou à long museau du Nord (Dasypus sabanicola), et le tatou de Kappler (Dasypus kappleri) donne en général naissance à des jumeaux.
- Chez le tatou hybride (Dasypus hybridus) le nombre d’embryons formés peut atteindre un maximum de 12, mais une forte mortalité intra-utérine fait qu’en général seuls sept à huit embryons arrivent à terme.

L’apparition de la reproduction par polyembryonie systématique chez les tatous est généralement interprétée comme une réponse physiologique imposée chez ces espèces par la forme particulière de l’utérus ne présentant qu’un seul site d’implantation pour le blastocyste.

## Sensibilité à la lèpre
Par ailleurs, au moins trois espèces du genre Dasypus (Dasypus novemcinctus, Dasypus hybridus et Dasypus sabanicola) sont connues pour être les seuls animaux, à part l’être humain, chez lesquels l’agent infectieux de la lèpre — le bacille Mycobacterium leprae — peut se développer naturellement et expérimentalement. Cette caractéristique remarquable, associée à la production systématique de portées clonales, confère aux tatous à long museau un intérêt biomédical indubitable. Ainsi, le tatou à neuf bandes (Dasypus novemcinctus) a été très tôt établi comme un animal modèle pour l’étude de la lèpre. Cependant, la production d’un vaccin efficace contre la lèpre s’est avérée difficile en utilisant cette espèce, essentiellement à cause de problèmes rencontrés dans la production in vivo de bacilles à pouvoir infectieux réduit.